# 銀野左和子
銀野 左和子（ぎんの さわこ）は、日本の芸術家、チョークアート作家。奈良県を主な活動拠点とする。
奈良県王寺町出身。中学生で漫画家を志すが、母親の反対に遭い芸術の道を諦める。県外の大学に進学後、愛知県で個人塾を経営していた。2014年、友人に頼まれてチョークアートのイベントを開催すると評判を呼び、2016年から教室を開くようになった。
作風はオイルパステルを用いたポップな作風が初期は多数であったが、日本画を修めた影響か、古典的な典雅さの探求を感じさせる作品も存在する。